# 1579年
| 千纪： | 2千纪 |
| 世纪： | 15世纪 \| 16世纪 \| 17世纪                                                                                 |
| 年代： | 1540年代 \| 1550年代 \| 1560年代 \| 1570年代 \| 1580年代 \| 1590年代 \| 1600年代                           |
| 年份： | 1574年 \| 1575年 \| 1576年 \| 1577年 \| 1578年 \| 1579年 \| 1580年 \| 1581年 \| 1582年 \| 1583年 \| 1584年 |
| 纪年： | 己卯年（兔年）；明万历七年；越南莫朝延成二年，后黎朝光興二年；日本天正七年                                 |

## 大事记
- 威廉·莎士比亞完成《羅密歐與朱麗葉》，此劇充分體現了作者早期的人文主義思想。
- 1月23日——在西班牙哈布斯堡王朝統治下的荷蘭北方諸省締結烏得勒支同盟，被看作是荷蘭共和國成立的基礎，領導人是荷蘭執政沉默者威廉。
- 2月3日——厩橋城、北條城主北條景廣被上杉景勝的部將荻田長繁刺殺身亡，是為上杉景虎軍失去向心力大量投降上杉景勝的關鍵。
- 4月19日——上杉景虎兵敗自殺，御館之亂結束。
- 6月，明智光秀攻陷波多野氏的據點八上城，波多野秀治與波多野秀尚於6月25日於安土城被處以磔刑。
- 8月，明智光秀攻陷赤井氏的據點黒井城。
- 10月，備前國的宇喜多直家與毛利家斷交並臣服於織田家。
- 10月——有岡城陷落，有岡城之戰結束。

## 逝世
- 2月3日——北條景廣，日本戰國時代的武將，越後國上杉氏家臣，北條高廣之子。
- 4月13日——上杉憲政，上杉憲房之子，上杉謙信養父。
- 4月19日——上杉景虎，上杉謙信養子。
- 6月25日——波多野秀治，日本戰國時代的大名。
- 7月9日——竹中重治，日本戰國時代的武將。
- 9月19日——築山殿，德川家康正室。
- 10月5日——松平信康，德川家康長子。